# 25E CCFL
A carreira 25E é uma das seis carreiras eletroviárias da Carris, transportadora coletiva urbana da cidade de Lisboa, Portugal. Enquanto carreira que serve a zona central da cidade, é simbolizada com a cor laranja. É a carreira que serve os bairros de Santos, Lapa e Madragoa e tem os seus terminais na Praça da Figueira e em Campo de Ourique (Prazeres).

## História

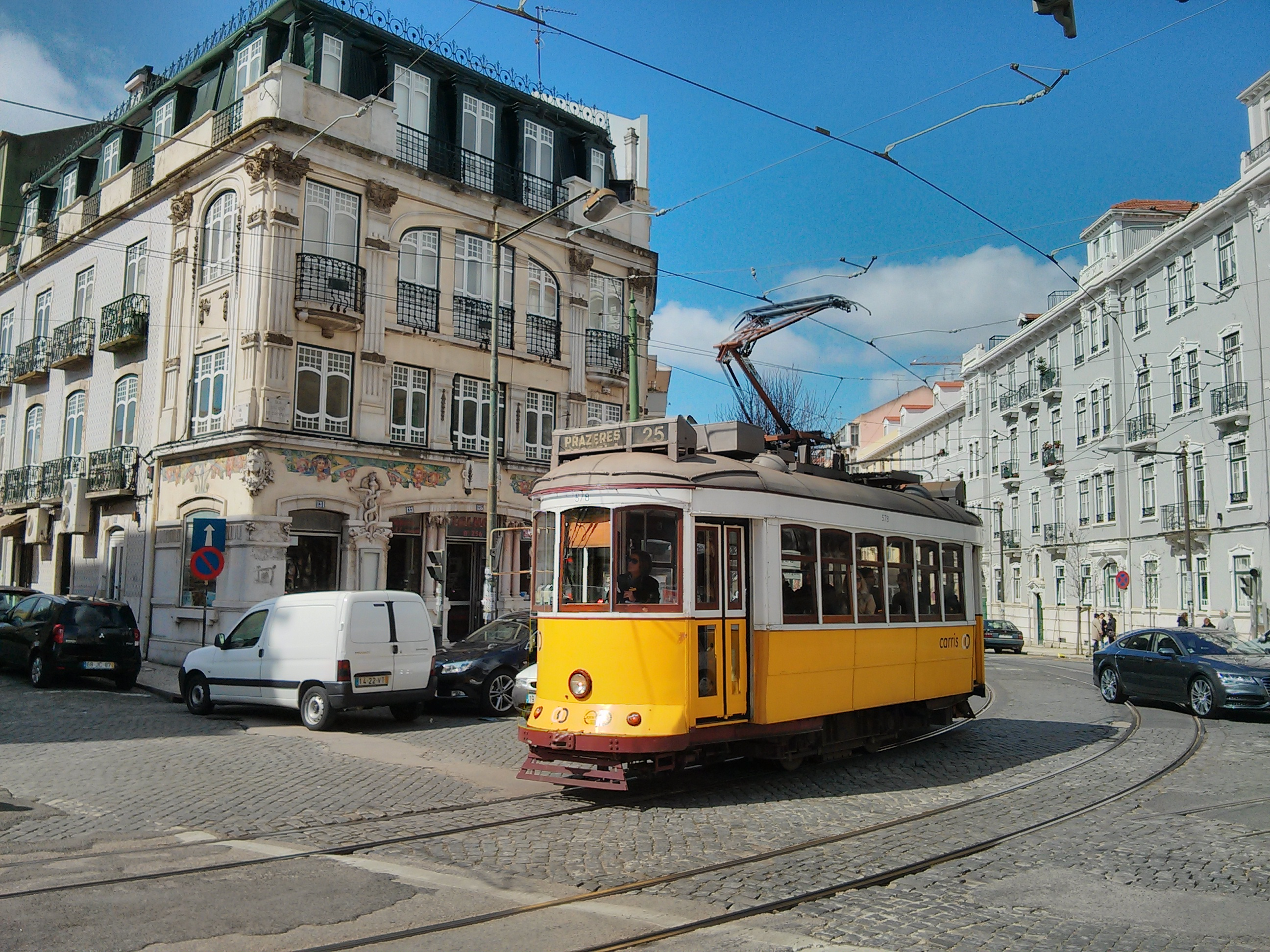
Carro servindo a carreira 25 na direção Prazeres, em Campo de Ourique, 2013.

Por volta de 1994, era identificada com a cor rosa em folhetos informativos da Carris. Até 1995 fazia o percurso Carmo-Largo do Rato-Amoreiras-Campo de Ourique-Corpo Santo, tendo o troço entre o Largo do Carmo e Campo de Ourique sido “provisoriamente“ encerrado. (Em 2018 viria a ser reaberto uma parte deste troço, efetuado pela 24E.)
Entre Janeiro e Agosto de 2016, circulou entre Campo de Ourique (Prazeres) e Praça da Figueira, deixando de fazer terminal no Campo das Cebolas, devido às obras neste local.
Entre Agosto e Dezembro de 2016, devido à continuação das obras no Campo das Cebolas e ao início de novas obras na Rua do Arsenal, circulou entre Campo de Ourique (Prazeres) e Corpo Santo, deixando de ir à Praça da Figueira.
Desde Dezembro de 2016, devido à continuação das obras no Campo das Cebolas e ao fim das obras na Rua do Arsenal, passou novamente a circular entre Campo de Ourique (Prazeres) e Praça da Figueira.
No dia 14 de Dezembro de 2018, o elétrico 576, que efetuava esta carreira, descarrilou na Rua de S. Domingos à Lapa, acidente de que resultaram 28 feridos ligeiros. O elétrico 576 foi mais tarde reconstruído, regressando ao serviço no final de 2020.[carece de fontes?]